# Europastraße 761
Die Europastraße 761 (kurz: E 761) ist eine Europastraße, die durch die Staaten Bosnien und Herzegowina und Serbien führt und etwa 740 km lang ist.
Die Straße beginnt in der bosnischen Stadt Bihać, führt über Jajce, Donji Vakuf, Zenica sowie Sarajevo und Višegrad zur bosnisch-serbischen Grenze. Von dort führt die E 761 in Serbien über Užice, Čačak, Kraljevo, Kruševac sowie Paraćin und endet an der östlichen Grenze Serbiens in Zaječar.
In Bosnien und Herzegowina ist die komplette Streckenführung als Magistralstraße 5 beschildert. Auf serbischer Seite findet sie ebenfalls als Magistralstraße 5 ihre Fortsetzung.